# Каменкович Златослава Борисівна
Каменкович Златослава Борисівна, справжнє ім'я Хачатурян Златослава Зальмонівна (нар. 1 березня 1915, Сімферополь — 4 лютого 1980, Львів, УРСР) — українська та радянська російськомовна письменниця, журналістка та публіцист.

## Біографія
Народилась Каменкович Златослава Борисівна (справжнє ім'я та прізвище — Хачатурян Златослава Зальмонівна) 1 березня 1915 року в Сімферополі). У 1939-1941 рр. навчалась у Літературному інституті в Москві.
З 1943 року — член Комуністичної партії СРСР.
Працювала кореспондентом газети «Піонерська правда» (рос. Пионерская правда). Під час Другої світової війни працювала у Закавказькій Республіці. З 1945 р. жила та працювала у Львові (УРСР).
Писала російською мовою романи, оповідання і повісті. Вивчала національно-визвольні та революційні рухи кінця XIX — початку XX ст. у Західній Україні. Авторка нарисів, публіцистичних статей, книжок для дітей та юнаків надрукованих російською, вірменською та українською мовами. Окремі твори Златослави Каменкович переклав М. Бірюков.
Померла 4 лютого 1980 року у Львові.

## Творчість

### Романи
- «Предгрозье» (Л., 1958; укр. перекл. — К., 1958; у співавторстві із Чареном Хачатуряном)
- «Его уже не ждали» (1963; 1971; у співавторстві із Чареном Хачатуряном)
- «Человек, которого люблю…»: Роман. Л., 1966
- «Ночь без права на сон» (1980, Л.)
- «Кровь на камнях» (1983, Л.)

### Повісті
- «Маленькие товарищи»: [Повесть для детей]. Ростов-на-Дону, 1937
- «Поход на черепашку»: Рассказ. Ростов-на-Дону, 1940
- «Мальчики с Княжьей горы»: Повесть. Л., 1949; укр. перекл. — Л., 1949
- «Надпись на книге». Л., 1954
- «Записки под камнем». Л., 1960;
- «Тайна Высокого Замка»: Повесть для юношества. Л., 1958; 1959; 1988

### Збірки оповідань
- «Рубінова зірка». [Пісня без слів. Оповідання]. Л., 1945
- «Друг». Ростов-на-Дону, 1947; Л., 1949
- «Заветные слова». Л., 1954
- «Смелый мальчик». Л., 1961
- «Сила любви»: Повесть, рассказы и очерки. Л., 1975